# Neyron
Neyron är en kommun i departementet Ain i regionen Auvergne-Rhône-Alpes i östra Frankrike. Kommunen ligger  i kantonen Miribel som ligger i arrondissementet Bourg-en-Bresse. Kommunens areal är 5,36 km². År 2022 hade Neyron 2 479 invånare.

## Befolkningsutveckling
Antalet invånare i kommunen Neyron
Referens: INSEE